# Schieß-Europameisterschaften 300 Meter 1999
Die 11. ESC Schieß-Europameisterschaften 300 Meter 1999, fanden vom 29 Juli. bis 3. August 1999 in Saint-Jean-de-Marsacq, Frankreich für die Disziplin Gewehr auf die 300-Meter-Distanz statt. Es nahmen 21 Athleten aus 8 Ländern teil.

## Ergebnisse

### Männer
| Wettbewerb                                 | Gold                                                     | Gold | Silber                                                  | Silber | Bronze                                                   | Bronze |
| ------------------------------------------ | -------------------------------------------------------- | ---- | ------------------------------------------------------- | ------ | -------------------------------------------------------- | ------ |
| 300 m Gewehr Dreistellungskampf            | Radim Novak                                              | -    | Pascal Bessy                                            | -      | Johan Gustafsson                                         | -      |
| 300 m Gewehr Dreistellungskampf Mannschaft | TschechienRadim Novak Milan Bakeš Tomáš Jeřábek          | -    | NorwegenOivind Sirevaag Thore Larsen Geir Magne Rolland | -      | FrankreichPascal Bessy Roger Chassat Jean-Charles Courel | -      |
| 300 m Gewehr liegend                       | Pascal Bessy                                             | -    | Juha Hirvi                                              | -      | Johan Gustafsson                                         | -      |
| 300 m Gewehr liegend Mannschaft            | FrankreichPascal Bessy Roger Chassat Jean-Charles Courel | -    | ItalienRoberto Vitobello Roberto Facheris Giuseppe Fent | -      | TschechienRadim Novak Václav Bečvář Tomáš Jeřábek        | -      |
| 300 m Standardgewehr                       | Milan Bakeš                                              | -    | Tapio Säynevirta                                        | -      | Rudolf Krenn                                             | -      |
| 300 m Standardgewehr Mannschaft            | NorwegenTore Larsen Geir-Magne Rolland Öyving Sirevaag   | -    | SchweizMarcel Bürge Norbert Sturny Olivier Cottagnoud   | -      | FinnlandTapio Säynevirta Juha Hirvi Kari Pennanen        | -      |

## Medaillenspiegel
| Platz  | Land        | Gold | Silber | Bronze | Gesamt |
| ------ | ----------- | ---- | ------ | ------ | ------ |
| 01     | Schweiz     | 3    | —      | 1      | 4      |
| 02     | Frankreich  | 2    | 1      | 1      | 4      |
| 03     | Norwegen    | 1    | 1      | —      | 2      |
| 04     | Finnland    | —    | 2      | 1      | 3      |
| 05     | Italien     | —    | 1      | —      | 1      |
| 05     | Schweiz     | —    | 1      | —      | 1      |
| 07     | Schweden    | —    | —      | 2      | 2      |
| 08     | Deutschland | —    | —      | 1      | 1      |
| Gesamt | Gesamt      | 6    | 6      | 6      | 18     |